# ذره‌بین (ویندوز)
ذره‌بین یا مگنیفایر (انگلیسی: Magnifier) یا ذره‌بین مایکروسافت (انگلیسی: Microsoft Magnifier) یک برنامه درشت‌نمای صفحه نمایش است که برای مشکلات دیداری در مایکروسافت ویندوز در نظر گرفته شده‌است. هنگامی که برنامه اجرا می‌شود نواری بالای صفحه می‌آید که هر جا موشواره برود آن بخش را به صورت درشت نمایش می‌دهد. ذره‌بین ویندوز می‌تواند ۹ برابر تصویر را بزرگ کند و از ویندوز ویستا به بعد تا ۱۶ برابر نیز می‌توان تصویر را بزرگ کرد.این برنامه دارای حالتی شبیه به لنز است که در نسخۀ تازه آن حالت لنز بهبود یافته است. این برنامه را با کلیدهای «ویندوز» با «+/-» می‌توان بدون اجرا بزرگ‌نمایی کرد. که با کلید «ویندوز» با «Esc» می‌توان از بزرگ‌نمایی بیرون رفت.